# Реквием по испанскому крестьянину
Реквием по испанскому крестьянину (исп. Réquiem por un campesino español) — повесть испанского писателя и журналиста Рамона Хосе Сендера. Произведение написано в период изгнания после Гражданской войны в Испании.
В повести описываются мысли и воспоминания Мосена Мильяна, католического священника в арагонской деревне, который ожидает прихожан для проведения панихиды в память о молодом крестьянине по имени Пако, убитом испанскими националистами годом ранее, в период начала Гражданской войны. В сознании священника постепенно всплывают события, связанные с жизнью Пако.
Повесть была опубликована в Мексике ввиду цензуры, процветавшей во времена Франкистской Испании. Изначально произведение именовалось «Мосен Мильян», однако в 1960 году оно получило своё текущее название.
Произведение было включено в список 100 лучших романов на испанском языке XX века по версии испанской газеты «El Mundo».

## Герои
- Мосен Мильян, католический священник (исп. Mosén Millán)
- Пако эль дель Молино (исп. Paco el del Molino)
- Алтарник (исп. El monaguillo)
- Агеда, жена Пако (исп. Águeda)
- Дон Гумерсиндо (исп. Don Gumersindo)
- Дон Валерьяно (исп. Don Valeriano)
- Кастуло Перес (исп. Cástulo Pérez)
- Херонима, повитуха (исп. La Jerónima)
- Сапожник (исп. El zapatero)

## Адаптации
Повесть была экранизирована режиссером Франсеском Бетриу в 1985 году. В фильме снялись Антонио Бандерас, Фернандо Фернан Гомес и другие. Композитором фильма стал Антон Гарсиа Абриль.
На основе повести Карлом Хименесом был создан комикс.